# Anthepiscopus oedalinus
Anthepiscopus oedalinus är en tvåvingeart som först beskrevs av Zetterstedt 1838. Enligt Catalogue of Life ingår Anthepiscopus oedalinus i släktet Anthepiscopus, ordningen tvåvingar, klassen egentliga insekter, fylumet leddjur och riket djur, men enligt Dyntaxa är tillhörigheten istället släktet Anthepiscopus, familjen dansflugor, ordningen tvåvingar, klassen egentliga insekter, fylumet leddjur och riket djur. Arten är reproducerande i Sverige. Inga underarter finns listade i Catalogue of Life.